# Copa Glasé
"Copa Glasé" é uma canção da artista musical argentina Nathy Peluso. Foi lançada em 4 de dezembro de 2019 pela Sony Music Espanha.

## Antecedentes e lançamento
Em 2 de dezembro de 2019, Peluso liberou um teaser do clipe de "Copa Glasé". O vídeo contém apenas um diálogo entre Nathy e uma pessoa fora da câmera que lhe pergunta: "O que deseja, senhorita?", ao que ela responde: "Minha taça de vidro". A capa do single foi divulgada no dia seguinte, juntamente com o título e a data de lançamento da faixa. O lançamento da canção ocorreu no dia 4 de dezembro de 2019, juntamente com seu videoclipe. Foi o primeiro lançamento de Peluso com a Sony Music Espanha,  mesma gravadora de artistas como Abraham Mateo, C. Tangana e Rosalía.

## Composição
"Copa Glasé" é uma canção composta por Peluso com Gustavo Novello, Jorge Drexler — mais conhecido pela sua canção "Al otro lado del río", a primeira canção em espanhol a vencer o Oscar de melhor canção original —  e Rafael Arcaute, e produzida por Arcaute, que é ganhador de 15 Grammy Latino. Os arranjos e os metais da faixa são de Michael B. Nelson, famoso por ter trabalhado com o artista musical estadunidense Prince. É uma música natalina, que incorpora elementos do jazz e do pop clássico. "Copa Glasé foi inspirada em cantores dos anos 60 como Ella Fitzgerald, Hector Lavoe e Nina Simone. Em entrevista, Peluso comentou sobre o processo de composição e produção da música:
"O processo de criação foi muito natural, musicalmente eu disse ao Rafa que queria 'brincar' com o swing e a música apareceu de repente no estúdio, improvisei na música e encontramos logo os vocais. Foi um momento muito emocionante porque eu realmente não podia acreditar que estávamos fazendo esta canção. Com Drexler, tivemos uma bela reunião em seu estúdio, na qual encontramos a letra em questão de horas. É uma profunda honra ter co-escrito com um artista como Jorge. Foi uma construção muito orgânica e divertida".

## Vídeo musical
A filmagem do clipe ocorreu no Casino de la Alianza del Pueblo Nuevo, entidade recreativa, cultural e social zona de Barcelona; as gravações contaram com a participação do ator e diretor espanhol Paco León, irmão da atriz María León, e filho da atriz Carmina Barrios. A direção do videoclipe foi assinada por Alexis Gómez, enquanto a produção foi assumida pela Pandora, produtora musical sediada no México. O figurino do vídeo foi assinado pelo editor de moda e estilista Alberto Murtra, que já trabalhou com Rosalía, Finn Wolfhard e a brasileira Juliana Paes. O vídeo apresenta Paco como um apresentador de televisão e que introduz a performance de Peluso em um palco que recria com precisão a atmosfera dos shows ao vivo dos primeiros anos da televisão.

## Lista de faixas
| Download digital |              |                                                              |         |  |
| N.º              | Título       | Compositor(es)                                               | Duração |  |
| 1.               | "Copa Glasé" | Gustavo Novello Jorge Drexler Nathalia Peluso Rafael Arcaute | 3:05    |  |